# Buruncum
Buruncum, auch Burungum oder Boruncum, war ein römisches Reiterlager, ein sogenanntes Alenkastell, mit rund 480 Mann Besatzung am Niedergermanischen Limes. Das Itinerarium Antonini verortet das Lager nördlich von Köln bei der heutigen Ortschaft Worringen. Archäologisch konnte es bislang nicht nachgewiesen werden.
Das Areal des Stadtteiles ist ungefähr seit 500 v. Chr. besiedelt. Die ersten Siedler waren die keltischen Eburonen, die um ca. 20 v. Chr. von den Ubiern verdrängt wurden. Ihnen folgten um das Jahr 50 n. Chr. die Römer. Über Worringen verlief die römische Heerstraße von Köln nach Neuss, die bis ins Mittelalter eine bedeutende Verkehrsverbindung blieb. Ein Teil ihrer Trasse ist noch heute in Gebrauch. Burungum wird als Standort einer Reitereinheit (lat. ala) bezeichnet. Die Geschichtsforschung deutet darauf hin, dass das Lager im Rahmen der militärischen Umstrukturierung Niedergermaniens nach dem Bataveraufstand durch die hierher verlegte Ala Gallorum Indiana errichtet wurde. Möglicherweise lag hier im 1. Jahrhundert n. Chr. auch eine Vexillation der Legio V Alaudae.
Etymologisch kann der Ortsname Worringen über die mittelalterlichen Bezeichnungen Worunc (1153), Worunc (1170) bzw. Wurung auf den römischen Ursprungsnamen Buruncum zurückgeführt werden.

## Lage
Das Itinerar verzeichnet Buruncum als Wegepunkt an der römischen Reichstraße von Köln (CCAA) nach Xanten (CUT). Der betreffende Streckenabschnitt liest sich wie folgt: Colonia Agrippina (Köln) –  Durnomagus (Dormagen) leugas VII, ala – Buruncum leugas V, ala – Novesio (Neuss) leugas V, ala. Die Reihenfolge der dortigen Nennung gab zunächst Rätsel auf, da hiernach Buruncum scheinbar nördlich von Dormagen angesiedelt werden muss. Nach dem heutigen Forschungsstand wird jedoch angenommen, dass sich Buruncum entweder auf einem parallelen Straßenabschnitt befand oder dass es sich bei der überlieferten Streckenführung um eine Verschreibung handelt.

## Forschungsgeschichte
Bereits der preußische Oberstleutnant Friedrich Wilhelm Schmidt (1786–1846) verortete 1839 Buruncum im Nahbereich um die Alt St. Pankratiuskirche in Köln-Worringen. Schmidt vertrat zuvor die Annahme, Buruncum könnte mit Haus Bürgel identisch sein. Jedoch korrigierte er diese Vermutung, nachdem die auf römischen Fundamenten ruhende und höher gelegene Pankratiuskirche das Rheinhochwasser von Karneval 1837 schadlos überstand.
Anton Rein, Rektor der höheren Stadtschule zu Krefeld, vertrat in einer 1855 erschienenen Veröffentlichung wiederum die These, dass es sich bei Buruncum um Haus Bürgel handeln müsste. Aufgrund einer bei Worringen gefundenen römischen Weihinschrift, die inschriftlich den Ortsnamen Segorigiensium überliefert, stand für Rein fest, dass Worringen dieser ebenfalls noch nicht archäologisch nachgewiesene vicus wäre. Er wurde jedoch 1901 überzeugend von Franz Cramer widerlegt. Zuletzt schloss sich Géza Alföldy der Meinung an, Buruncum sei im heutigen Worringen zu suchen. Es sei in Worringen „...bisher archäologisch kein Auxiliarkastell bekannt, das in den literarischen Quellen bezeugte Alenkastell Burungum (zwischen Köln und Neuß) kann jedoch kaum anderswo gesucht werden“.